# Reserva natural de Katun
La reserva de la biosfera de Katún o Katunski (en ruso, Кату́нский биосфе́рный запове́дник, Katúnski biosférnyi zapovédnik) es una reserva natural estatal de la Federación Rusa. La reserva fue creada 25 de junio de 1991. Se ubica en las tierras altas del centro de Altái. Se extiende por una superficie de 151.664 hectáreas. La sede de la reserva se encuentra en el pueblo de Ust-Coxa.
En 1998 la reserva se incluyó en la lista de lugares que son Patrimonio de la Humanidad como bien natural por la Unesco, dentro del sitio "Montañas Doradas de Altái". En enero de 2000 se le reconoció la condición de reserva de la biosfera. Tiene una altitud que va desde los 1.300 hasta los 3.280 m s. n. m. Dentro de la reserva hay 135 lagos con una superficie de 0,9 hectáreas o más.
En la flora de Katún se pueden reconocer hasta 700 especies de plantas vasculares. Hay en el parque 47 especies de mamíferos, 120 especies de aves, 3 especies de reptiles y 8 especies de peces.